# Bereżanka (przystanek kolejowy)
Bereżanka (ukr. Бережанка, ros. Бережанка) – przystanek kolejowy w miejscowości Bereżanka, w rejonie krzemienieckim, w obwodzie tarnopolskim, na Ukrainie. Położony jest na linii Szepetówka – Tarnopol.